# Starquest II
Starquest II este un film american thriller SF din 1997 scris și regizat de Fred Gallo. Rolurile principale au fost interpretate de actorii Adam Baldwin, Robert Englund și Duane Davis.

## Prezentare
Patru războinici de pe Pământ trebuie să-și salveze planeta de la a fi cucerită de către extratereștrii care vor face orice pentru a-și salva rasa lor.

## Distribuție
- Adam Baldwin –Lee
- Robert Englund –Father O'Neill
- Duane Davis –Cpl. Charles Devon
- Kate Rodger –Susan
- Gretchen Palmer –Carrie
- Jeannie Millar –Jenna
- Jolie Jackunas –Cpl. Kelly
- Jerry Trimble –Trit
- Maria Ford –Dancer in Flashback
- Shauna O'Brien –Dancer in Flashback